# Dwars door België 1983
La Dwars door België 1983, trentottesima edizione della corsa, si svolse il 24 marzo su un percorso di 222 km, con partenza ed arrivo a Waregem. Fu vinta dal belga Étienne De Wilde della squadra La Redoute-Motobecane davanti all'olandese Jan Raas e all'altro belga Eric Vanderaerden.

## Ordine d'arrivo (Top 10)
| Pos. | Corridore             | Squadra               | Tempo    |
| ---- | --------------------- | --------------------- | -------- |
| 1    | Étienne De Wilde      | La Redoute-Motobecane | 5h43'00" |
| 2    | Jan Raas              | TI-Raleigh-Campagnolo | a 15"    |
| 3    | Eric Vanderaerden     | Aernoudt-Rossin       | s.t.     |
| 4    | Ferdi Van den Haute   | La Redoute-Motobecane | s.t.     |
| 5    | Hans Langerijs        | Beckers Snacks        | s.t.     |
| 6    | Adrie van Houwelingen | TI-Raleigh-Campagnolo | a 1'35"  |
| 7    | Rudy Matthijs         | Boule d'Or-Colnago    | s.t.     |
| 8    | Noel Segers           | Boule d'Or-Colnago    | s.t.     |
| 9    | Rudy Rogiers          | Aernoudt-Rossin       | s.t.     |
| 10   | Johan Lammerts        | TI-Raleigh-Campagnolo | s.t.     |